# Laub (Farbe)

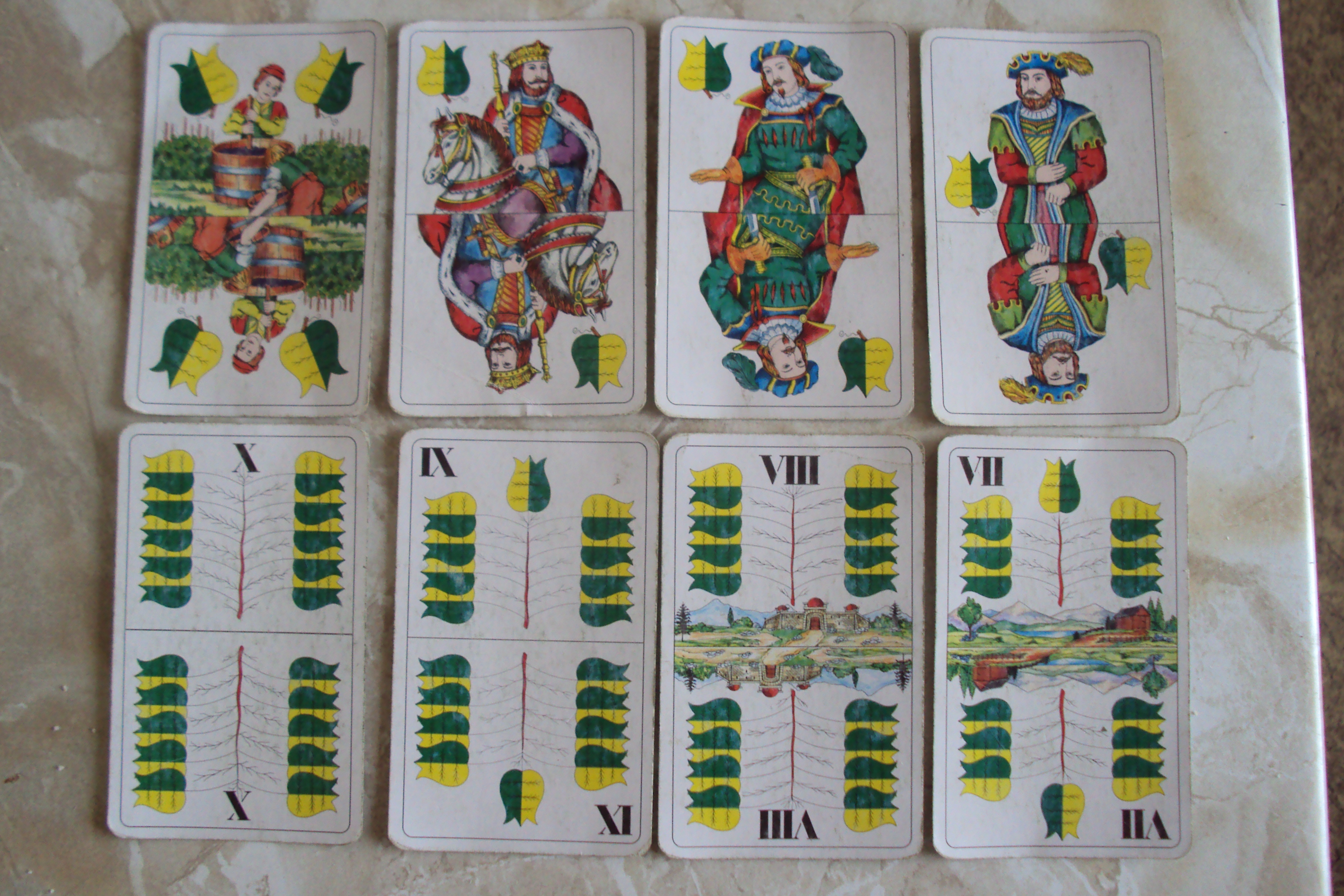
Beispiel für Laub

Laub, auch Gras, Blatt oder Grün  genannt, ist eine Kartenfarbe im deutschen Blatt. Ihr entspricht Pik  im französischen Blatt. Sie ist die zweithöchste Spielfarbe beim Skat, Schafkopf und Doppelkopf, und die zweitniedrigste bei Préférence.
In schweizerischen Kartenspielen treten an die Stelle der Farbe Laub die „Schilten“ (Schilde).

## Belege
1. 1 2  „Symbole“ In: Hugo Kastner, Gerald Kador Folkvord: Die große Humboldt-Enzyklopädie der Kartenspiele (= Humboldt-Taschenbuch. Freizeit & Hobby. Band 4058). Schlütersche Verlagsgesellschaft, Baden-Baden 2005, ISBN 3-89994-058-X, S. 20.